# Latrotossina
La latrossina è un veleno neurotossico prodotto da ragni facente parte del genere Latrodectus, della famiglia Theridiidae.
I ragni più noti del genere Latrodectus sono la vedova nera (L. mactans), il ragno dalla schiena rossa (L. hasselti), la vedova marrone (L. geometricus), la vedova nera mediterranea (L. tredecimguttatus) e il katipo (L. katipo).